# پیفارد (نیویورک)
پیفارد (به انگلیسی: Piffard) یک منطقهٔ مسکونی در ایالات متحده آمریکا است که در شهرستان لیوینگستون، نیویورک واقع شده‌است. پیفارد ۲۲۰ نفر جمعیت دارد و ۱۷۳٫۱۳ متر بالاتر از سطح دریا واقع شده‌است.